# Тиллерсон, Рекс
Рекс Уэйн Ти́ллерсон (англ. Rex Wayne Tillerson; прозв. «Техасский Ти-рекс»; род. 23 марта 1952, Уичито-Фолс, Техас, США) — американский политический и государственный деятель, предприниматель и инженер. Государственный секретарь США с 1 февраля 2017 года по 31 марта 2018 года. Председатель совета директоров и главный управляющий нефтяной компании «ExxonMobil» (1 января 2006 года — 1 января 2017 года).

## Биография

### Ранние годы и начало карьеры
Рос в Оклахоме и Техасе, основных нефте- и газодобывающих штатах США. В 1975 году окончил Техасский университет в Остине, где изучал инженерное дело (в университетские годы состоял в студенческом братстве ΑΦΩ, куда до 1968 года принимали только бойскаутов). Сразу начал карьеру в Exxon на промыслах, к середине 1980-х возглавлял службу развития бизнеса в газовом департаменте корпорации.

### Деловая карьера
В 2001 году стал старшим вице-президентом ExxonMobil, в 2004 году вошёл в совет директоров корпорации, с 1 января 2006 года — председатель совета директоров и CEO ExxonMobil. 14 декабря 2016 года корпорация объявила об отставке Тиллерсона и вступлении в должность с 1 января 2017 года его преемника — Даррена Вудса.
Согласно документам, предоставленным немецкой газете Süddeutsche Zeitung анонимным источником, в 1998 году Тиллерсон стал директором зарегистрированной на Багамских островах российско-американской компании Exxon Neftegas (по сведениям самой ExxonMobil, он оставил эту должность в 2006 году, когда возглавил корпорацию).
В 1990-е годы, будучи представителем Exxon в России, Тиллерсон сыграл важную роль в достижении соглашения по созданию международного консорциума для разработки нефтегазовых месторождений «Сахалин-1», а в 2007 году, уже возглавив корпорацию, сумел отстоять её интересы в противостоянии с российскими властями и Газпромом. В 2009 году обеспечил 30-миллиардный контракт Exxon с Катаром по производству сжиженного природного газа.
В 2011 году ExxonMobil подписала контракт на добычу нефти в Иракском Курдистане, что было нарушением законов Ирака и также вызвало раздражение Вашингтона.

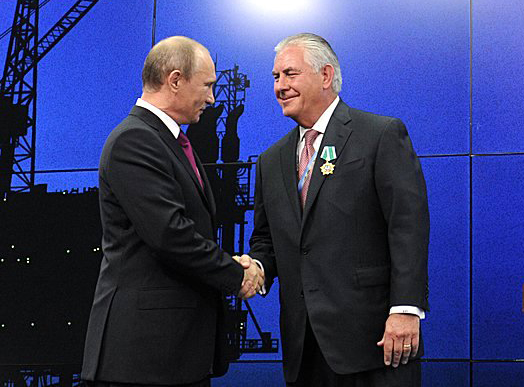
Вручение Ордена Дружбы.
Санкт-Петербург, 21 июня 2013 года

В том же 2011 году Exxon заключила соглашение с корпорацией «Роснефть», в соответствии с которым получила доступ к нефтяным запасам в российском секторе Арктики в обмен на инвестиции российской компании в заморские проекты Exxon. Этот контракт был заморожен после введения санкций в 2014 году, убытки американской компании оцениваются примерно в 1 млрд долларов, и Тиллерсон добивался от властей США отмены принятых ими решений. По утверждению британской газеты The Guardian, Тиллерсон лично знаком с главой «Роснефти» Игорем Сечиным с 1990-х годов, когда тот работал в городской администрации Санкт-Петербурга (газета называет Сечина самым влиятельным человеком в России после Путина, в 2014 году он попал под персональные санкции).
Тиллерсон добивался отмены существовавшего несколько десятилетий запрета на экспорт сырой нефти из США, а также снятия ограничений на развитие проектов экспорта сжиженного газа. Под руководством Тиллерсона ExxonMobil получила в 2014 году чистую прибыль в объёме 34 млрд долларов и уплатила 80 млрд долларов в качестве налогов. Кроме того, корпорация продолжала сотрудничество с «Роснефтью» после введения санкций в 2014 году. Журнал Forbes по итогам 2015 года поместил Тиллерсона на 25-е место в рейтинге наиболее влиятельных людей мира (по итогам 2014 года он занимал 20-е место).
По сведениям того же журнала, Тиллерсон владеет 2,6 млн акций ExxonMobil, стоимость которых по итогам 2015 года составила около 240 млн долларов, а доход их владельца — 27 млн долларов.

### Опыт политики

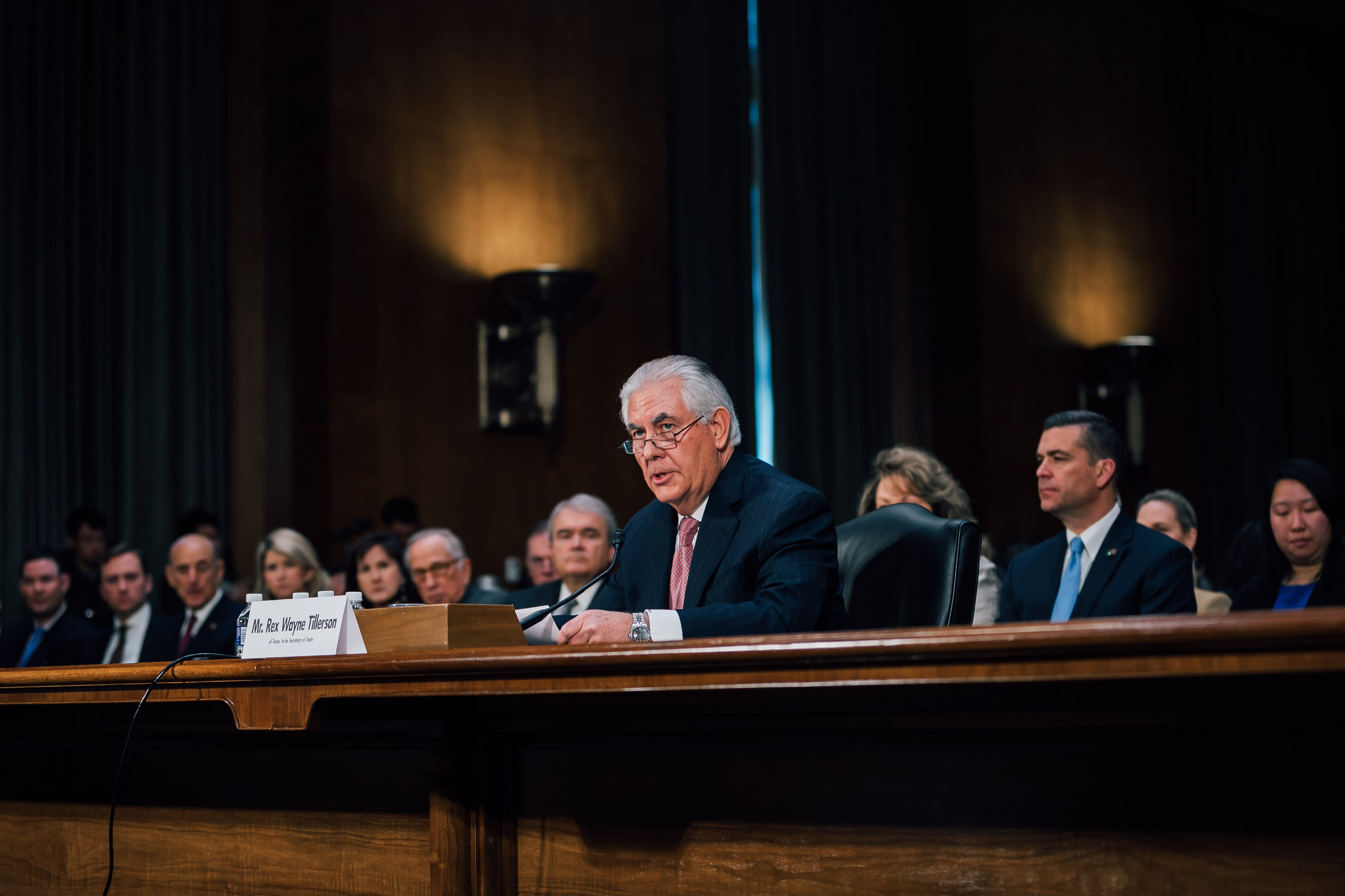
На слушаниях в комиссии Сената по международным делам 11 января 2017 года для утверждения госсекретарём.

В 2011 году сделал политические пожертвования из собственных средств в объёме 42 800 долларов, при этом вся сумма поступила в предвыборные фонды республиканских кандидатов на выборах разного уровня, включая сенатора Митча Макконнелла и кандидата в президенты Митта Ромни.
В декабре 2016 года Тиллерсона стали называть в числе возможных кандидатов на должность государственного секретаря США в будущем кабинете Дональда Трампа. 6 декабря избранный президент провёл личную встречу с Тиллерсоном в нью-йоркской «башне Трампа», и деловое издание The Wall Street Journal выразило озабоченность возможным назначением человека, имеющего «связи с Путиным». По утверждениям близких, Тиллерсон познакомился с Путиным в 1990-е годы, когда представлял интересы «Exxon» в России. Бывший заместитель министра обороны США Джон Хамр называет Тиллерсона человеком, который общался с Путиным чаще любого другого американца, за исключением Генри Киссинджера. Тиллерсон входит в совет попечителей Центра стратегических и международных исследований.
Журнал Newsweek напомнил, что в 2006 году Royal Dutch Shell была принуждена продать большую часть своей доли в проекте Сахалин-2 Газпрому, и что в 2008 году British Petroleum распродала свои российские активы после того, как российские власти отказали во въездной визе её генеральному директору, а ФСБ провела рейды в офисах совместной TNK-BP (в 2013 году эти объекты перешли в собственность Роснефти), и привёл мнение Уильяма Браудера, что отсутствие аналогичных проблем у ExxonMobil может объясняться наличием у неё коррупционных связей в российском руководстве.

### Государственный секретарь США

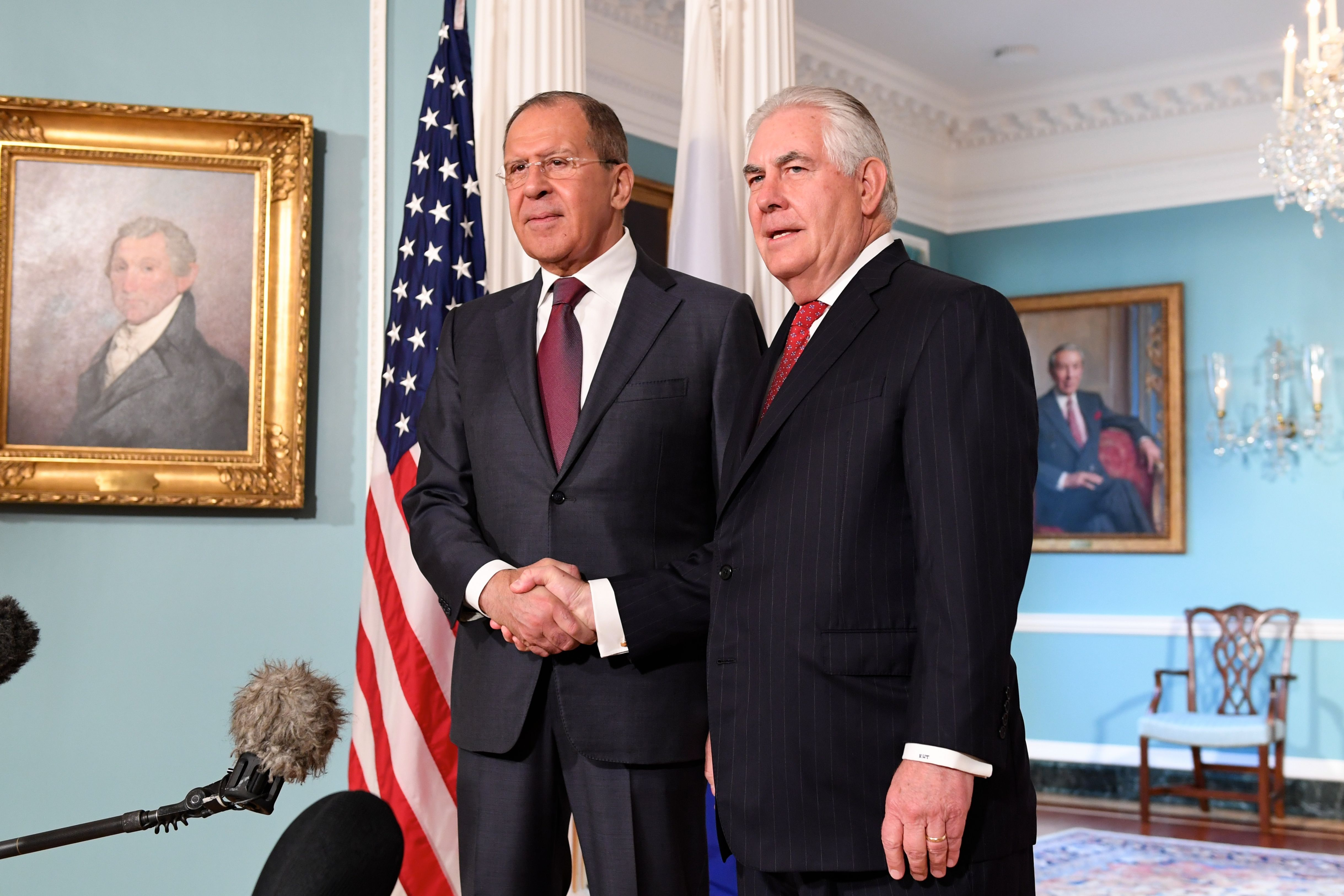
С российским министром иностранных дел Сергеем Лавровым на встрече в Государственном департаменте США
10 мая 2017 года.

13 декабря 2016 года кандидатура Рекса Тиллерсона выдвинута Дональдом Трампом на пост Государственного секретаря США. Это назначение поддержано бывшим госсекретарём Кондолизой Райс, бывшим министром обороны США Робертом Гейтсом и действующим председателем Комитета Сената США по иностранным делам Бобом Коркером, однако с ним поначалу категорически не соглашался член того же комитета Марко Рубио, что могло осложнить назначение, поскольку для блокирования рекомендации Сенату утвердить кандидатуру Тиллерсона было достаточно одного голоса республиканца в дополнение к голосам демократов в Комитете. Позже, однако, Рубио поддержал Тиллерсона, и 23 января комитет одобрил его кандидатуру 11 голосами против 10. 1 февраля 2017 года Тиллерсон утверждён в должности Сенатом США 56 голосами против 43.
По утверждениям прессы, после совещания в Пентагоне 20 июля 2017 года Тиллерсон назвал Трампа болваном, хотя официально факт использования именно этого слова («moron») никто не подтвердил, включая самого Тиллерсона. Тем не менее, у него были разногласия с президентом относительно соглашения по иранской ядерной программе, которое Трамп резко критиковал. Также Тиллерсон заявил, что Белый дом не обсуждал с ним планы встречи между Трампом и лидером КНДР Ким Чен Ыном, о которой публично объявил Трамп. Тиллерсон, в отличие от администрации президента, немедленно поддержал позицию британских властей, обвинивших российские спецслужбы в причастности к отравлению Сергея Скрипаля в марте 2018 года, и делал заявления, что обещанный Трампом переезд американского посольства в Израиле из Тель-Авива в Иерусалим будет осуществлён не в ближайшее время, а через несколько лет. 1 июня 2017 года Трамп объявил о выходе США из Парижского соглашения по климату вопреки позиции госсекретаря, о чём последний публично заявил уже 13 июня.
7 декабря 2017 года на конференции министров иностранных дел стран ОБСЕ в Вене Тиллерсон заявил, что американские санкции против России не будут сняты, а отношения между двумя странами не будут нормализованы до тех пор, пока российские войска не оставят Крым и восток Украины.
В декабре 2017 года Тиллерсон предложил Трампу начать прямые переговоры с Ким Чен Ыном без предварительных условий с целью мирного урегулирования кризиса вокруг ракетно-ядерной программы КНДР, но президент отреагировал твитом, что госсекретарь только «попусту тратит его время» подобными инициативами.

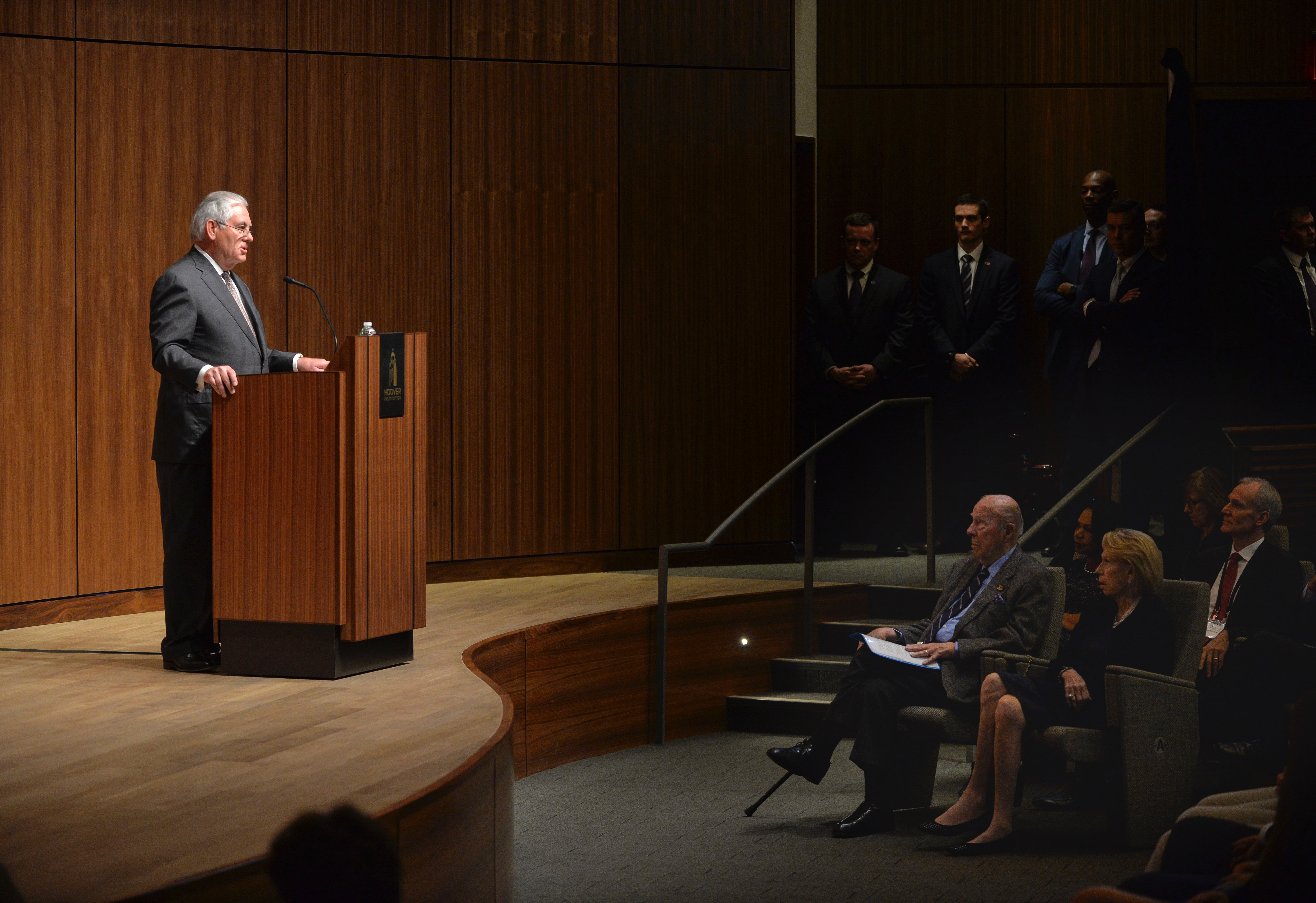
Тиллерсон выступает 17 января 2018 года в Гуверовском институте Стэнфордского университета с докладом о сирийской политике США.

В январе 2018 года Тиллерсон выступил с публичным заявлением о целях американской политики в Сирийской гражданской войне, охарактеризовав их следующим образом: «Для нашей национальной обороны критически важно обеспечить военное и дипломатическое присутствие в Сирии, дабы способствовать прекращению этого конфликта и помочь сирийскому народу обеспечить себе новое политическое будущее». Данный курс предполагал размещение на территории Сирии нескольких тысяч американских военнослужащих и содействие американским союзникам среди антиправительственных сил в удержании анклавов на юго-западе страны близ границы с Иорданией и Израилем и на северо-востоке вдоль границ с Ираком и Турцией, которые подвергались ударам войск президента Асада при поддержке России.
13 марта 2018 года Дональд Трамп объявил в своём Твиттере об отставке Тиллерсона, только что вернувшегося из командировки в Африку. Форма этого сообщения была воспринята газетой Le Monde как унижение для госсекретаря, с которым не проводились никакие предварительные консультации по этому поводу. Газета также выразила мнение, что со вступлением в должность Майка Помпео, чья кандидатура предложена президентом для замещения вакансии, внешнеполитический курс США станет более жёстким. В этот же день исполняющим обязанности госсекретаря стал заместитель Тиллерсона Джон Салливан, но официальный уход Тиллерсона с должности был назначен на 31 марта.

### В отставке
30 октября 2019 года дал в Верховном суде штата Нью-Йорк свидетельские показания в защиту корпорации ExxonMobil при рассмотрении иска против неё с обвинением в обмане инвесторов относительно финансовых рисков, обусловленных правовым регулированием мер противодействия глобальному изменению климата.

## Личная жизнь и взгляды

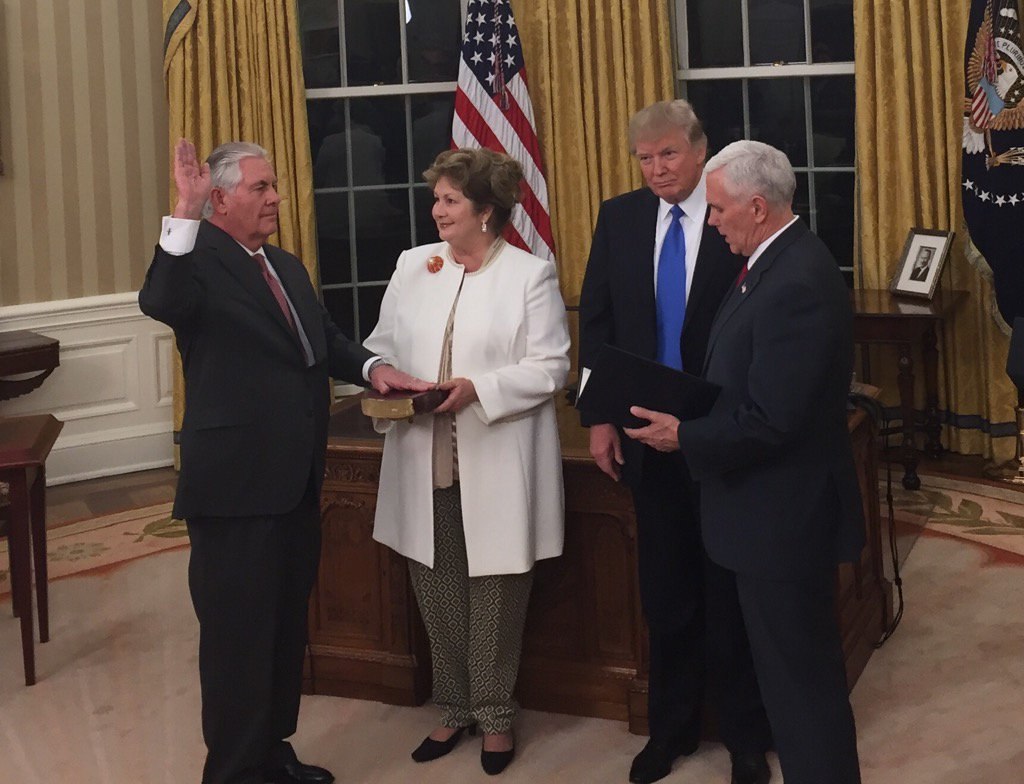
Ренда Сент-Клер на церемонии приведения её супруга к присяге госсекретаря.

Своё прозвище «Техасский Ти-Рекс» (англ. T-Rex — тираннозавр рекс) получил за несгибаемый нрав. По утверждению Сары Пэйлин в книге мемуаров «Going Rogue» («Жёсткая игра»), это прозвище Тиллерсону присвоили на Аляске из-за нежелания ExxonMobil сотрудничать с новыми властями штата после выборов.
Является убеждённым протестантом и все деловые совещания начинает с молитвы.
21 июня 1986 года Тиллерсон женился на Ренде Сент-Клер в округе Харрис (Техас), в их семье появились трое детей и трое внуков.
Родители Тиллерсона познакомились в подростковом возрасте в лагере бойскаутов, куда его будущая мать, Пэтти, приехала проведать брата. В 2010—2012 годах Тиллерсон являлся президентом организации «Бойскауты Америки» и долгие годы входил в её совет попечителей, сыграл важную роль в принятии положения о разрешении приёма в члены организации геев. Выступал в поддержку инициативы о введении в США стандартов школьного образования Common core. Любимая книга — роман Айн Рэнд «Атлант расправил плечи», антиутопия.
В 2012 году публично заявил, что в связи с глобальным потеплением климата следует не бороться с парниковыми газами, а проводить инженерную подготовку для преодоления последствий повышения уровня мирового океана и изменения погоды. Тем не менее, именно в период руководства Тиллерсона ExxonMobil, которая с 1977 года прилагала лоббистские усилия, доказывая отсутствие такого явления, как глобальное изменение климата, из опасений ухудшения конъюнктуры рынка ископаемого топлива, публично признала существование проблемы и стала оказывать поддержку научным изысканиям в этом направлении на ниве преодоления возможных угроз.
На слушаниях по утверждению его кандидатуры в комитете сената заявил, что не поддерживает аннексию Крыма Россией.

## Награды
- Орден Дружбы (30 сентября 2012 года, Россия) — за большой вклад в развитие и укрепление сотрудничества с Российской Федерацией[36].